# ピアーズ・フランシス
- ピアース・フランシス

ピアーズ・フランシス（Piers Francis、1990年6月20日 - ）は、ジャパンラグビーリーグワンクリタウォーターガッシュ昭島に所属するイングランド・グレイヴズエンド出身のラグビーユニオン選手。イングランド代表9キャップ（2020年3月現在）で、ラグビーワールドカップ2019のイングランド代表。

## 略歴
オークランド、ワイカト、エディンバラ、ドンカスター・ナイツ、カウンティーズ・マヌカウ、ブルーズを経て、2017年、ノーサンプトン・セインツに加入。
2022年、バースに加入。
2023年、クリタウォーターガッシュ昭島に加入。
2025年、日本代表のアシスタントコーチに就任。

## 受賞歴

### リーグワン
- 2023-24ベストキッカー(DIVISION 3)